# Un gentiluomo senza pari
Un gentiluomo senza pari (The Nonesuch) è un romanzo della scrittrice inglese Georgette Heyer.

## Trama
Il romanzo è ambientato a Oversett, un paesino dello Yorkshire, dove l'arrivo del famosissimo Waldo Hawkridge, soprannominato l’Ineguagliabile, crea molto scompiglio. Il gentiluomo, tra i più noti di Londra, ha infatti ereditato una tenuta piuttosto malridotta da un lontano parente e decide di trasferirvisi insieme al suo protetto, nonché cugino, per vederla di persona. La storia è incentrata sulle vicende sentimentali dei due cugini, e nel corso della vicenda notiamo l'evolversi del personaggio di Ancilla Trent, istitutrice e dama di compagnia in casa Underhill, e della sua bellissima, viziata e vanitosa protetta: miss Theophania Wield, detta Tiffany. Quando Julian si invaghisce della bella Tiffany, suo cugino Waldo cerca di allontanarlo da quello che potrebbe essere un matrimonio imprudente corteggiando lui stesso la giovane. Le sue astute manovre vengono però scoperte dall'intelligente miss Trent. Con il tempo Lindeth si allontana da Tiffany avendo scoperto il suo brutto carattere, e comincia ad interessarsi a miss Chartely, la figlia del parroco.

## Personaggi
- Waldo Hawkridge è il protagonista maschile del romanzo, un trentacinquenne ricco e sportivo, noto gentiluomo londinese. Per la sua fama e ricchezza, ma anche per l'aspetto e la sua condizione da scapolo, è ambito da molte madri con figlie in età da marito. È una persona onesta e schietta ed è protettivo nei confronti del giovane cugino Julian. Contrariamente all'opinione degli altri gentiluomini e dei suoi cugini ama fare opere di beneficenza e costruire orfanotrofi ed edifici per l'istruzione dei bambini delle classi più povere. Si innamora della signorina Trent, l'istitutrice.
- Ancilla Trent è la protagonista femminile del romanzo. È una giovane venticinquenne ancora nubile, istitutrice e dama di compagnia della signorina Tiffany. Dopo la morte del padre si allontana da casa e comincia a lavorare come istitutrice per non essere mantenuta dai fratelli sposati. Lavora prima come insegnante in un istituto per giovani signorine di buona famiglia, e successivamente si trasferisce in casa Underhill. Conosce il signor Waldo e ne rimane affascinata e con il tempo se ne innamora.